# Deux Croix pour un implacable
Pour plus de détails, voir Fiche technique et Distribution.
Deux Croix pour un implacable (Dos cruces en Danger Pass) est un western spaghetti italo-espagnol réalisé par Rafael Romero Marchent, sorti en 1967.

## Synopsis
Un jeune garçon, Alex Mitchell, voit ses parents massacrés par le tyran local, Charly Moran, qu'ils avaient eu la mauvaise idée de défier pour protéger un innocent injustement condamné. Avide de richesse, Moran voulait s'approprier leur ferme et une source pour ses troupeaux. L'enfant est laissé pour mort tandis que sa sœur Judy est kidnappée par Moran pour devenir sa « propriété » et celle de son fils. Élevé par une communauté religieuse adepte de la non-violence, Alex ne peut pourtant se résoudre à pardonner le meurtre de ses parents et jure de les venger. Une dizaine d'années plus tard, Alex retourne à Danger Pass, sa ville natale, pour nettoyer le pays et sauver sa sœur de l'emprise sadique de Moran.

## Fiche technique
- Titre espagnol : Dos cruces en Danger Pass[1]
- Titre italien : Due croci a Danger Pass
- Titre français : Deux Croix pour un implacable
- Réalisation : Rafael Romero Marchent
- Scénario : Enzo Battaglia et Eduardo Manzanos
- Montage : Antonio Jimeno
- Musique : Francesco De Masi
- Photographie : Emilio Foriscot et Sergio Martinelli
- Production : Fulvio Lucisano et Eduardo Manzanos Brochero
- Sociétés de production : Copercines, Cooperativa Cinematográfica et United Pictures
- Sociétés de distribution : Paradise Film Exchange, Sánchez Ramade et Wild East Productions
- Pays d'origine :  Espagne,  Italie
- Langue originale : italien
- Format : couleur
- Genre : western spaghetti
- Durée : 92 minutes
- Date de sortie : 
  -  Italie : 28 mars 1967

## Distribution
- Pietro Martellanza (crédité comme Peter Martell) : Alex Mitchell
- Mara Cruz : Judy Mitchell
- Luis Gaspar : Mark
- Mario Novelli (crédité comme Anthony Freeman) : Charlie Moran
- Miguel del Castillo : Powell
- Emilio Rodríguez : Johnny Miller
- Dyanik Zurakowska (créditée comme Danik) : Gloria Moran
- Eduardo Coutelenq
- Nuccia Cardinali : Edith
- Antonio Pica : shérif Doug
- Cris Huerta : l'ivrogne
- Xan das Bolas : le barman
- Jesús Puente : shérif T. Mitchell
- Armando Calvo : le vieux Moran
- July Ray : la chanteuse du saloon